# Bjarnarey
Pour les articles homonymes, voir Bjarnarey (homonymie).
Bjarnarey est une île inhabitée d'Islande située dans les îles Vestmann.

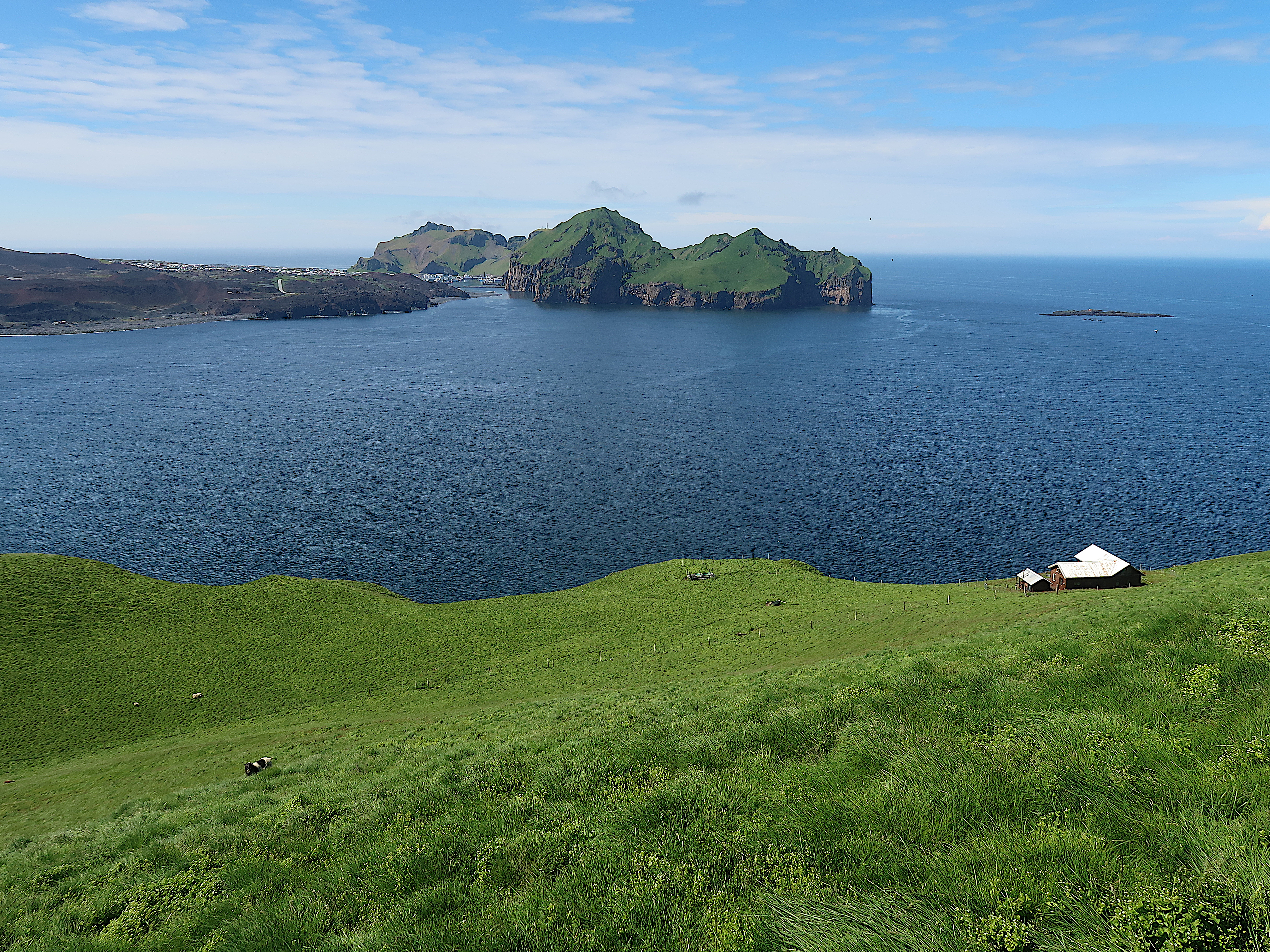
Vue d'Heimaey et de la Heimaklettur depuis Bjarnarey.